# Ressourcenerschließung mit Normdaten in Archiven und Bibliotheken
Ressourcenerschließung mit Normdaten in Archiven und Bibliotheken (RNAB) für Personen-, Familien-, Körperschaftsarchive und Sammlungen ist ein bibliothekarisches Regelwerk zur Katalogisierung von Beständen privater Herkunft. Sie stellt das erste Application Profile für Sondermaterialien zum Bibliotheksstandard Resource Description and Access (RDA) im deutschsprachigen Raum dar.

## Hintergrund
1997 wurden die Regeln zur Erschließung von Nachlässen und Autographen (RNA), die im Auftrag der Deutschen Forschungsgemeinschaft (DFG) vom Unterausschuss für Nachlasserschließung erarbeitet worden waren, im deutschen Sprachraum zum Standard für die Erschließung von Nachlässen und Handschriften aus privater Herkunft etabliert. Als Grundlage für das Regelwerk dienten die Regeln für die alphabetische Katalogisierung in wissenschaftlichen Bibliotheken (RAK-WB). Die Staatsbibliothek zu Berlin – Preußischer Kulturbesitz und die Österreichische Nationalbibliothek schlossen 2010 einen Kooperationsvertrag zur redaktionellen Pflege der RNA ab, die im selben Jahr in einer überarbeiteten Version als Online-Publikation erschienen. Eine Korrektur 2015 blieb nur noch Provisorium.
Die Entscheidung der im Standardisierungsausschuss der Deutschen Nationalbibliothek (DNB) vertretenen Institutionen, den Bibliotheksstandard Resource Description and Access (RDA) auch im deutschen Sprachraum zu implementieren, hatte für die RNA weitreichende Konsequenzen. 2014 beschloss KOOP-LITERA international, die RNA auf Grundlage der RDA völlig neu zu erarbeiten. Zu diesem Zeitpunkt kam mit der Schweizerischen Nationalbibliothek eine dritte Partnerinstitution in das Redaktionsteam. Im Januar 2019 hat der Standardisierungsausschuss das neue Regelwerk verabschiedet.

## Zuständigkeiten
Das Redaktionsteam der RNAB setzt sich zusammen aus Mitarbeitern der Österreichischen Nationalbibliothek, der Schweizerischen Nationalbibliothek sowie der Staatsbibliothek zu Berlin – Preußischer Kulturbesitz. In der Arbeitsgruppe RNAB des Standardisierungsausschusses waren folgende Institutionen vertreten: Bayerische Staatsbibliothek; Deutsche Nationalbibliothek, Exilarchiv; Deutsches Literaturarchiv Marbach; Kommission Nachlassbearbeitung der Vereinigung Österreichischer Bibliothekarinnen und Bibliothekare; Sächsische Landesbibliothek – Staats- und Universitätsbibliothek Dresden; Sächsisches Staatsarchiv; Verband Österreichischer Archivarinnen und Archivare; Verbund Handschriften – Archive – Nachlässe e.V., Universitätsbibliothek Basel.

## Grundlagen
Neben RDA dienten DACS, EAD und ISAD(G) als Basis zur Erarbeitung der RNAB. Zudem holte sich die Arbeitsgruppe auch Inspiration bei den bibliothekarischen und archivischen Metadatenmodellen Library Reference Model (LRM) und Records in Contexts (RiC).

## Zielgruppen und Anwendungsgebiete
RNAB richtet sich an alle Institutionen, die Bestände privater Herkunft aufbewahren und verzeichnen. Ziel des Regelwerks ist es, „auch für nicht bibliothekarisch oder archivarisch ausgebildete Bearbeitende von Beständen eine leicht verständliche Anleitung [zu] sein.“ Wenngleich nichtbehördliche Bestände im Focus stehen, kann das Regelwerk auch auf sogenannte Behördenarchive angewendet werden.

## Normdaten und kontrollierte Vokabulare
Für zahlreiche Verzeichnungskategorien wird die Verwendung von Normdaten der Gemeinsamen Normdatei (GND), von ISO-Normen oder kontrollierten Vokabularen verlangt.

## Aufbau
Die Richtlinie definiert wesentliche Begrifflichkeiten und liefert allgemeine Vorgaben zum praktischen Umgang mit Beständen (Bestimmen und Ordnen / Verzeichnen). Die 22 Regeln sind mit zahlreichen anschaulichen Beispielen aus bibliothekarischen und archivischen Kontexten angereichert. Im Anhang finden sich u. a. kontrollierte Vokabulare und ein ausführliches Glossar.